# Sappan
Sappan (Caesalpinia sappan) är en trädformad ärtväxt som beskrevs av Carl von Linné. Sappan ingår i släktet Caesalpinia och familjen ärtväxter. Inga underarter finns listade i Catalogue of Life.

## Bildgalleri

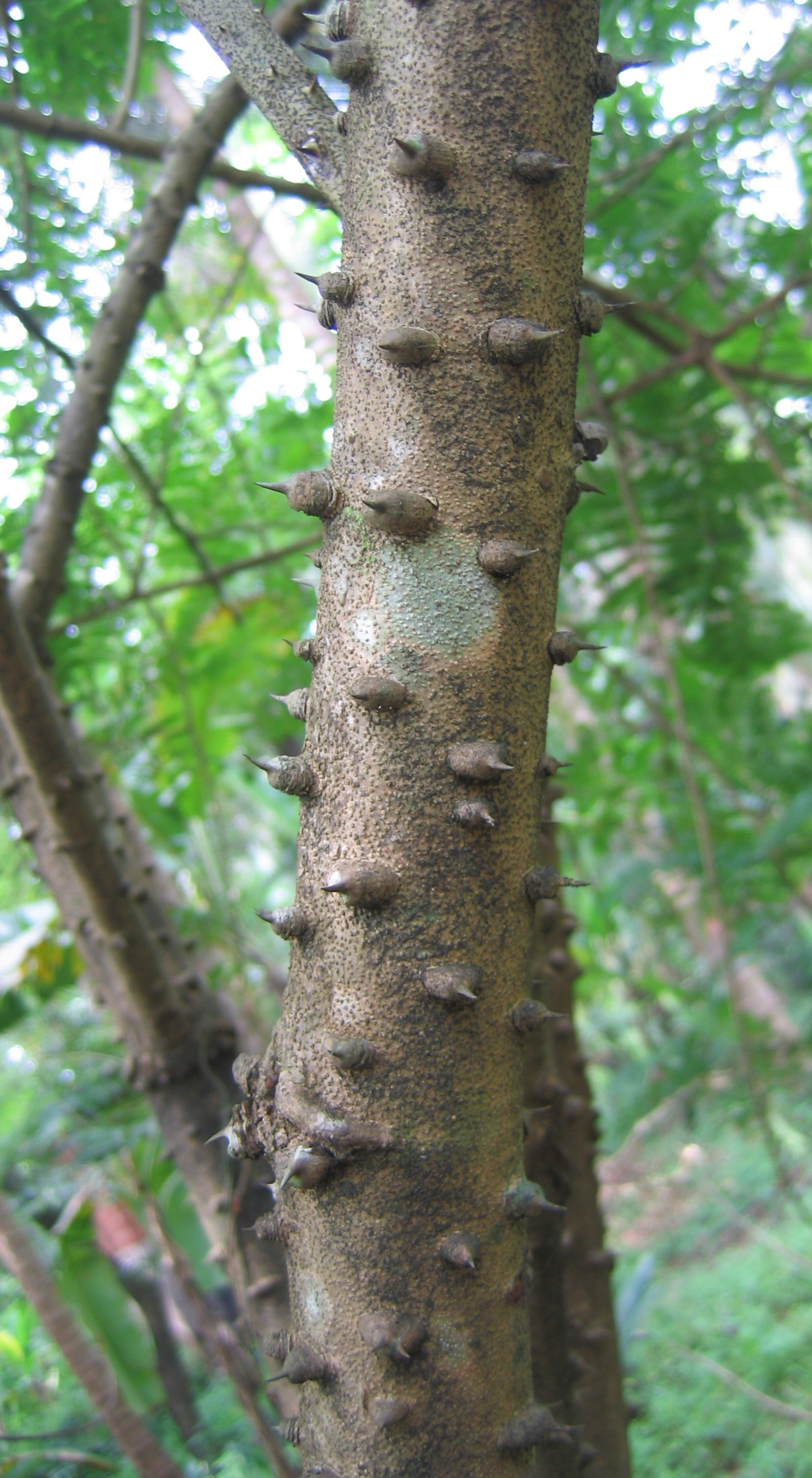
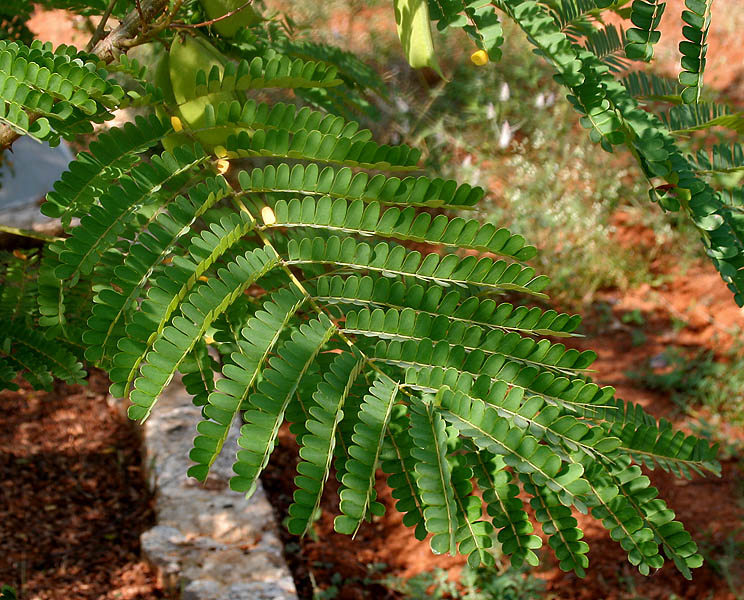
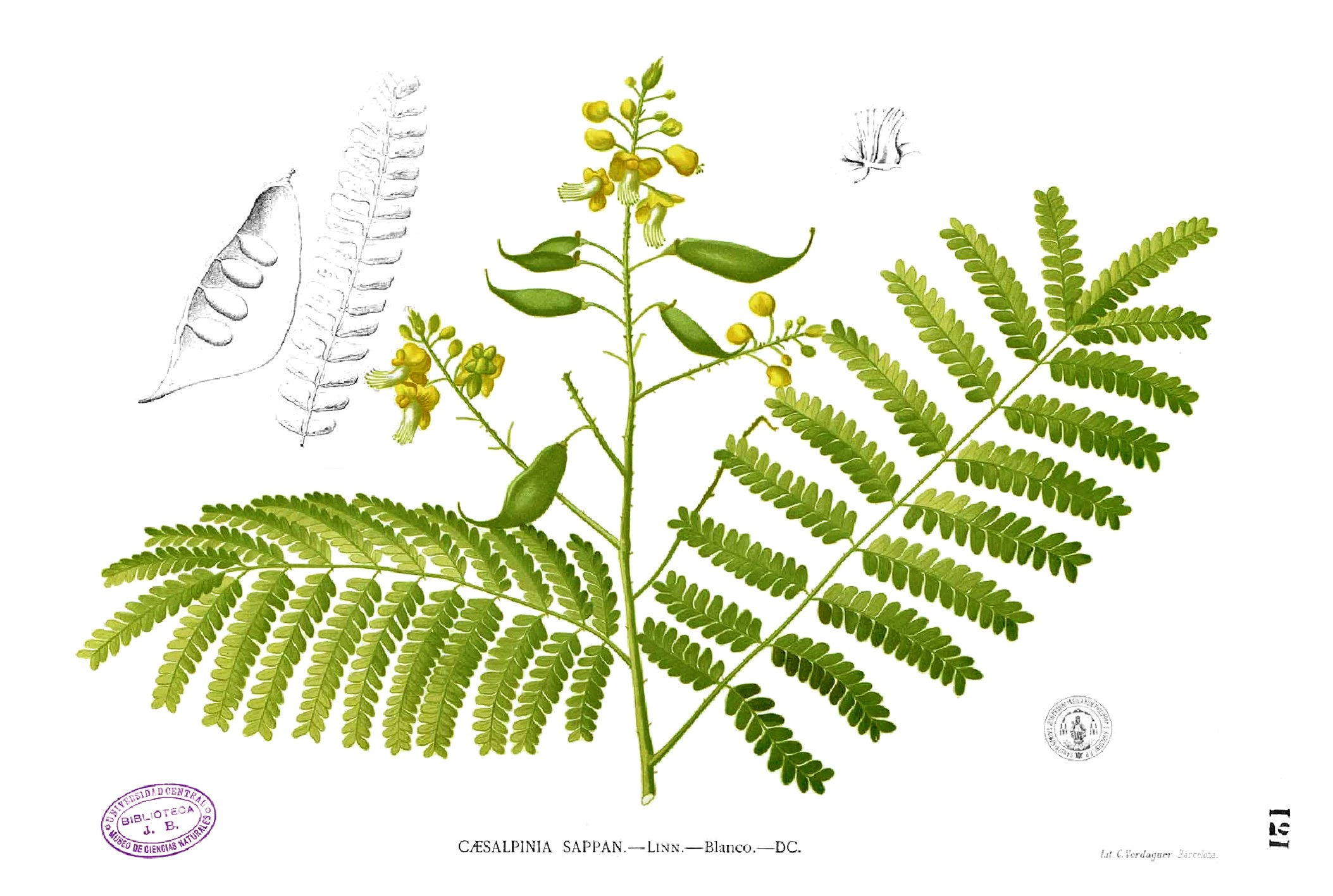
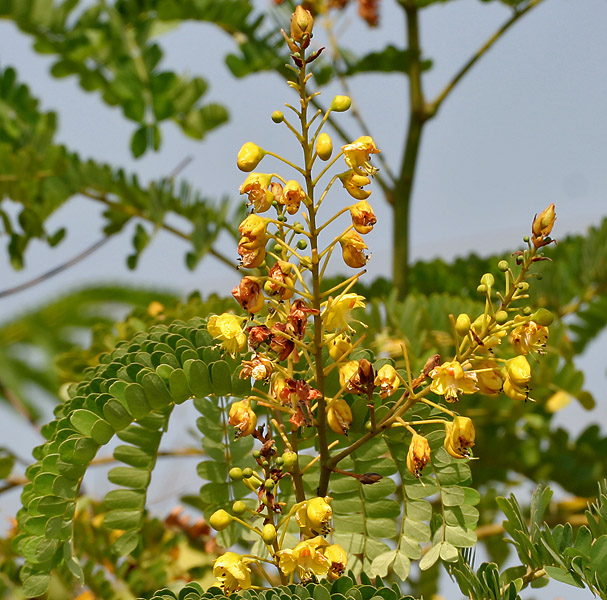
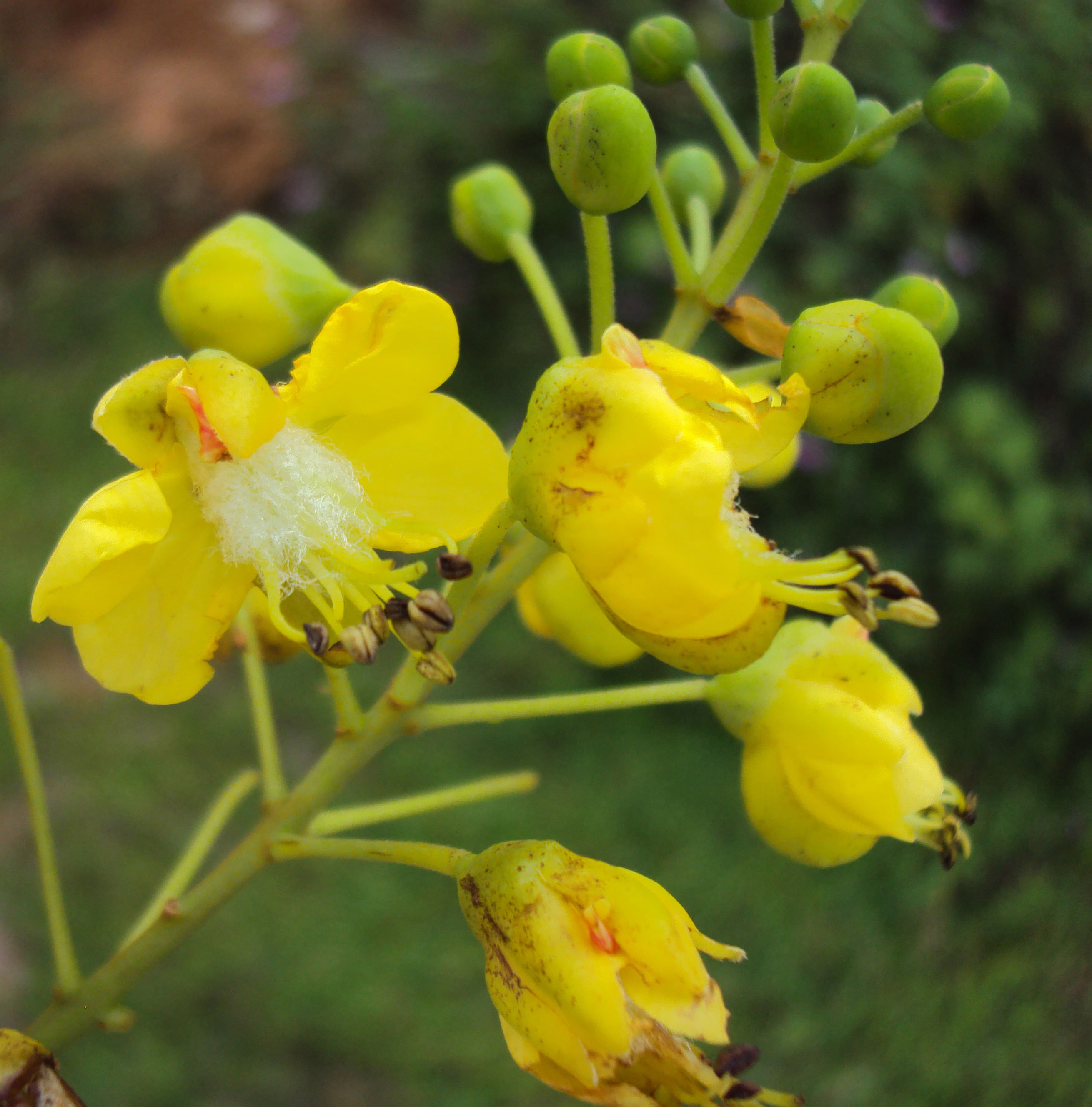
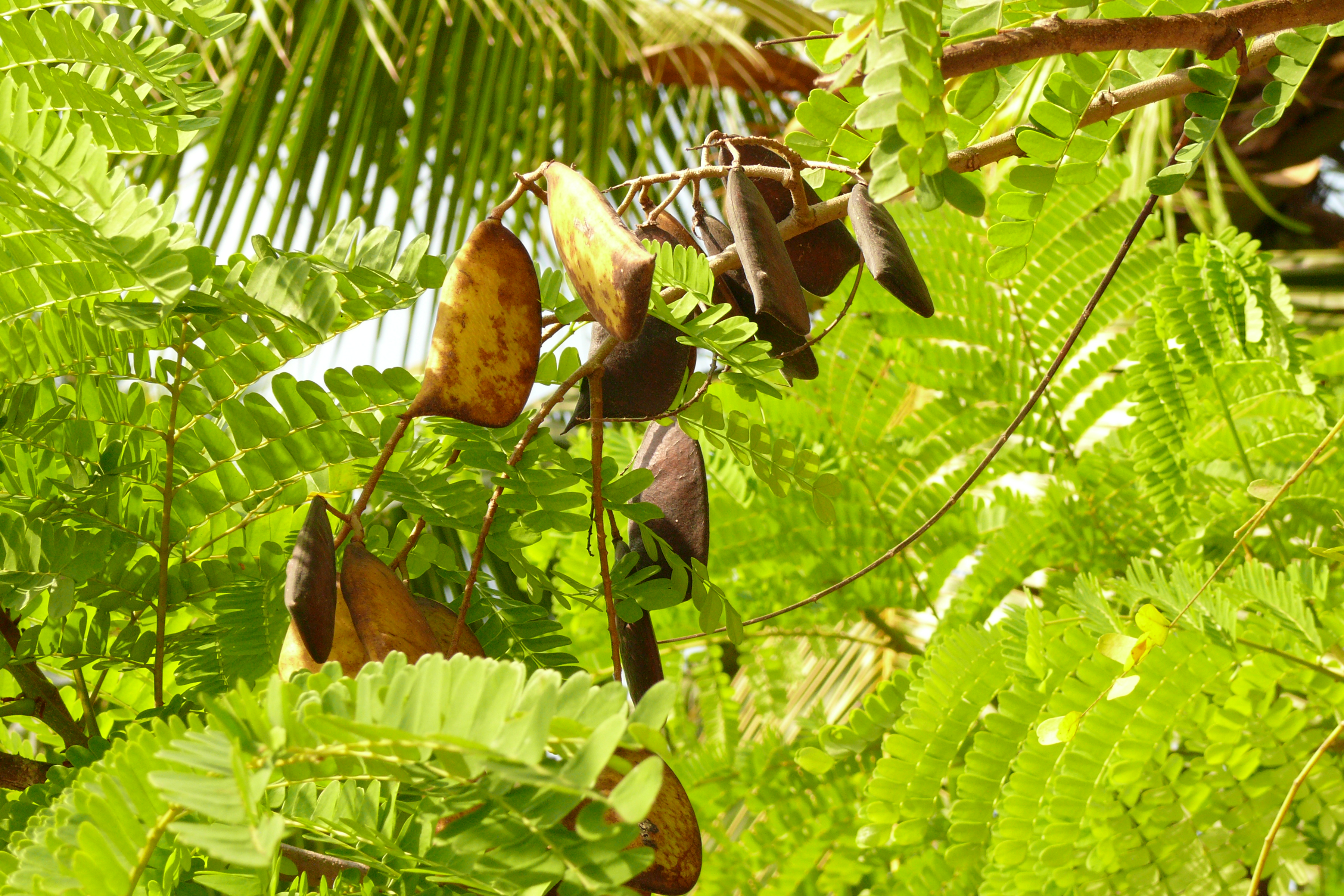